# El último malón
El último malón es una película sin sonido Argentina en blanco y negro dirigida por el abogado, periodista y escritor Alcides Greca según su propio guion que se estrenó el 4 de abril de 1918 en el Palace Theatre de Rosario y el 31 de julio de 1918 en el Smart Palace, de Buenos Aires. Fue filmada en San Javier, provincia de Santa Fe, la ciudad natal del director.
Poco después de que falleciera en 1956 el director y productor del filme, sus familiares permitieron que Fernando Birri exhibiera la película a sus alumnos del Instituto de Cinematografía. Doce años después, el técnico Fernando Vigévano reconstruyó el original de 35 milímetros e hizo una copia en 16 milímetros. Es una de las pocas películas argentinas de esa época que pudo ser rescatada.

## Sinopsis
Es una reconstrucción de la última rebelión indígena de los Mocovíes en San Javier, al norte de la provincia de Santa Fe, en 1904.

## Reparto
El cacique mocoví Mariano López, participó en el malón y en el filme. Actores profesionales encarnaron al cacique rebelde Jesús Salvador y su compañera Rosa Paiquí, acompañados en el filme por indios lugareños, paisanos del lugar y familiares y amigos de Alcides Greca.

## Comentarios
Dijo Jorge Miguel Couselo que el filme:

...en su paso original (35 mm) es de abundante hora y media, lo que no era frecuente en 1917. Pero esa extensión facilitó a Greca un amplio marco, un desarrollo minucioso y vasto, la entonces rara conciliación del muestrario documental,  la acción histórica y la narración ligeramente novelda o ficticia. La referencia argumental siguiendo paso a paso el prólogo, seis actos y un epílogo, se hace inexcusable para abarcar el contenido de la película y sus implicancias crítico-históricas."

Domingo Di Núbila escribió que

"Greca describió la vida de los mocovíes, desde las fiestas patronales con sus danzas tradicionales,  la orquesta de instrumentos rústicos y el asado de yegua, hasta búsquedas de sustento que incluyen la caza de yacarés...Una escueta trama novelesca, sobre un viejo cacique, su joven concubina y su hermano bastardo, que está enamorado de la chica y resiste someterse al mandato de un misionero franciscano en la reducción de San Javier, enlaza la multitud de notas documentales."

## Modificación posterior
Alejandra Rodríguez opina que hay algunos elementos que permiten suponer que el mismo Greca intervino el filme con posterioridad a la Masacre de Napalpí en 1924.